# Opistoclanis hawkeri
Opistoclanis là một chi bướm đêm thuộc họ Sphingidae, chỉ gồm một loài Opistoclanis hawkeri, được tìm thấy ở Trung Quốc (Vân Nam), đông bắc Thái Lan, Lào và bắc Việt Nam, nơi nó được ghi nhận ở độ cao từ 888-2800 mét.
Con trưởng thành bay từ cuối tháng 3 đến đầu tháng 5 cuối mùa khô ở Thái Lan.